# علياء آل ثاني
الشيخة علياء بنت أحمد بن سيف آل ثاني (1974-)، دبلوماسية قطرية وهي ممثل دولة قطر الدائم لدى الأمم المتحدة والمنظمات الدولية في جنيف.

## حياتها الشخصية
والدها أحمد بن سيف آل ثاني، وهو دبلوماسي سابق. عمل عمها أيضا كدبلوماسي. تخرجت ببكالوريوس في الاقتصاد من جامعة قطر وحصلت على درجة الماجستير في الدراسات الدولية والدبلوماسية من  مدرسة الدراسات الشرقية والأفريقية بجامعة لندن، في عام 2006.

## حياتها المهنية
شغلت منصب سفير في ديوان وزارة الشؤون الخارجية منذ أغسطس 2011. وعملت في البعثة الدائمة لقطر لدى الأمم المتحدة في نيويورك في الفترة من أبريل 2007 إلى يوليو 2011 أولاً كمستشارة، ثم وزيرة مفوضة، ثم نائبة الممثل الدائم هناك. وكانت الشيخة علياء آل ثاني عضوًا في الأمانة العامة للمجلس الأعلى لشؤون الأسرة في قطر في الفترة من سبتمبر 1999 إلى مارس 2007 كباحثة في إدارة البحوث والتخطيط واحدى كبار المتخصصات في إدارة العلاقات الدولية بصفتها مديرة إدارة حقوق الطفل ومديرة لشعبة حقوق الطفل. كما شغلت منصب عضو في لجنة الأمم المتحدة لحقوق الطفل في الفترة من 2007 إلى 2009، ومثلت دولة قطر في العديد من اجتماعات الأمم المتحدة في لجنة المرأة ولجنة التنمية الاجتماعية والجمعية العامة والمجلس الاقتصادي والاجتماعي ولجنة حقوق الإنسان.